# 修斯陨石坑
修斯陨石坑（Suess）是位于月球正面风暴洋中的一座小撞击坑，约形成于11亿年前的哥白尼纪，其名称取自奥地利地质学家暨社会名士爱德华·修斯（1831年－1914年），1935年被国际天文学联合会正式接受。

## 描述

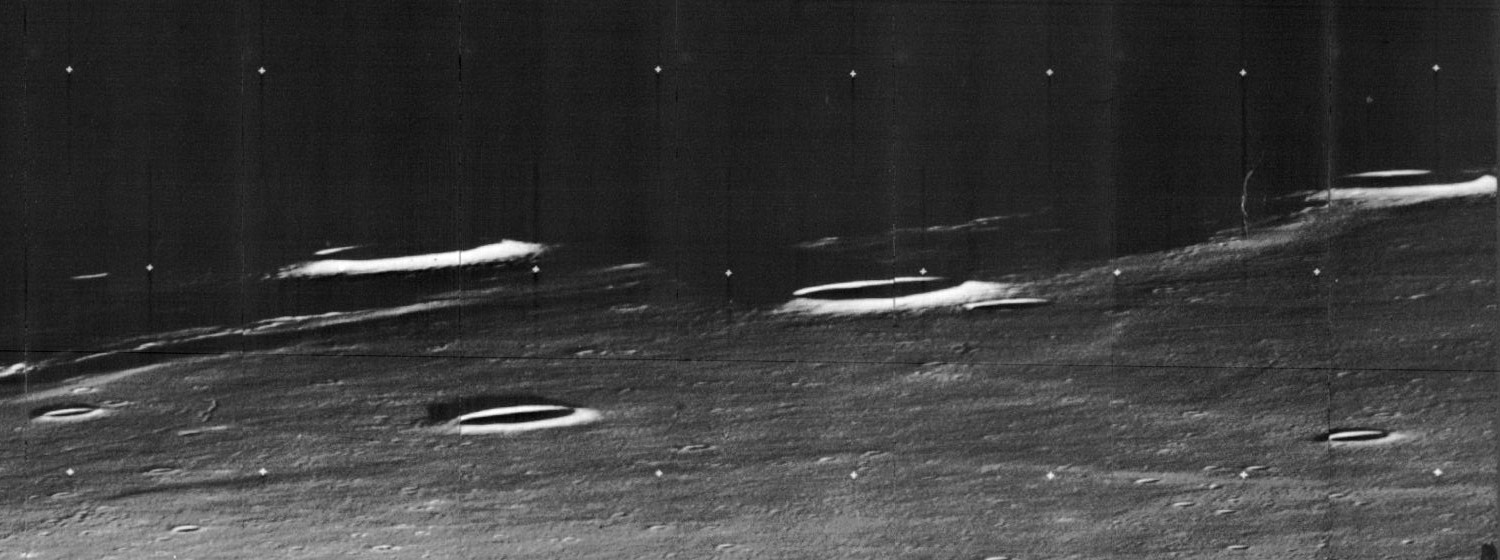
月球轨道器3号拍摄的月球晨昏圈附近的修斯陨石坑（左上）及卫星坑「修斯 H」、「修斯 D」和「修斯 B」斜视图。

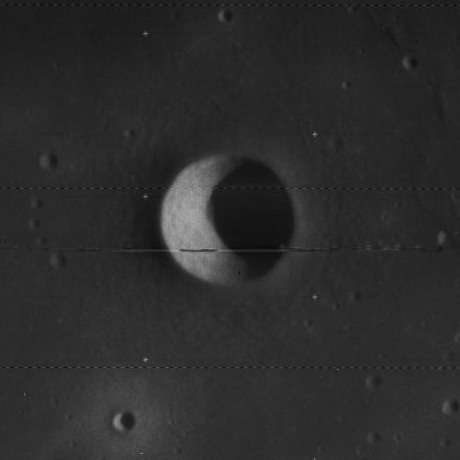
月球轨道器4号拍摄的图像

该陨坑西北偏西及西北偏北分别靠近较大的赖纳尔陨石坑和马利厄斯陨石坑、东面与略小的梅斯特林陨石坑相毗邻，而东南偏南和西南偏西则分别分布有佛兰斯蒂德陨石坑和赫尔曼陨石坑。修斯陨石坑所坐落的周边月海表面，布满来自东北偏北方开普勒陨石坑明亮的射纹束，而它的北面则横亘了蜿蜒的「修斯月溪」。该陨坑中心月面坐标为4°24′N 47°36′W / 4.4°N 47.6°W，直径8.39公里，
深约1.397公里。
修斯陨石坑外观呈圆杯状，几乎未受到任何撞击磨损，坑壁壁沿尖峭，反照率明显较周边地形更高，呈现出年轻陨石坑的典型特征。该陨坑坑壁最大高出周边地形310米，内部容积约为23.62立方千米。其形态特征隶属于「ALC 型」（以该类陨石坑的典型代表卫星坑「阿尔巴塔尼环形山 C」所命名）。
修斯陨石坑已被月球和行星观测协会（ALPO）列入《带有明亮射纹系统的撞击坑列表》。

## 月溪
细长、弯曲的修斯月溪约起始于修斯陨石坑东侧30公里处，大体蜿蜒伸向西北偏北方，其最大长度将近200公里。

## 卫星陨石坑
按惯例，最靠近修斯陨石坑的卫星坑在月图上以字母标注在该坑中心点的旁边。
| 修斯 | 纬度    | 经度     | 直径    |
| ---- | ------- | -------- | ------- |
| B    | 5.66° N | 47.39° W | 7.4公里 |
| D    | 4.67° N | 46.59° W | 6.5公里 |
| F    | 1.16° N | 44.72° W | 6.9公里 |
| G    | 3.41° N | 48.46° W | 3.7公里 |
| H    | 3.96° N | 45.75° W | 3.8公里 |
| J    | 6.89° N | 48.53° W | 3.3公里 |
| K    | 6.55° N | 50.08° W | 2.8公里 |
| L    | 6.08° N | 50.56° W | 4.3公里 |

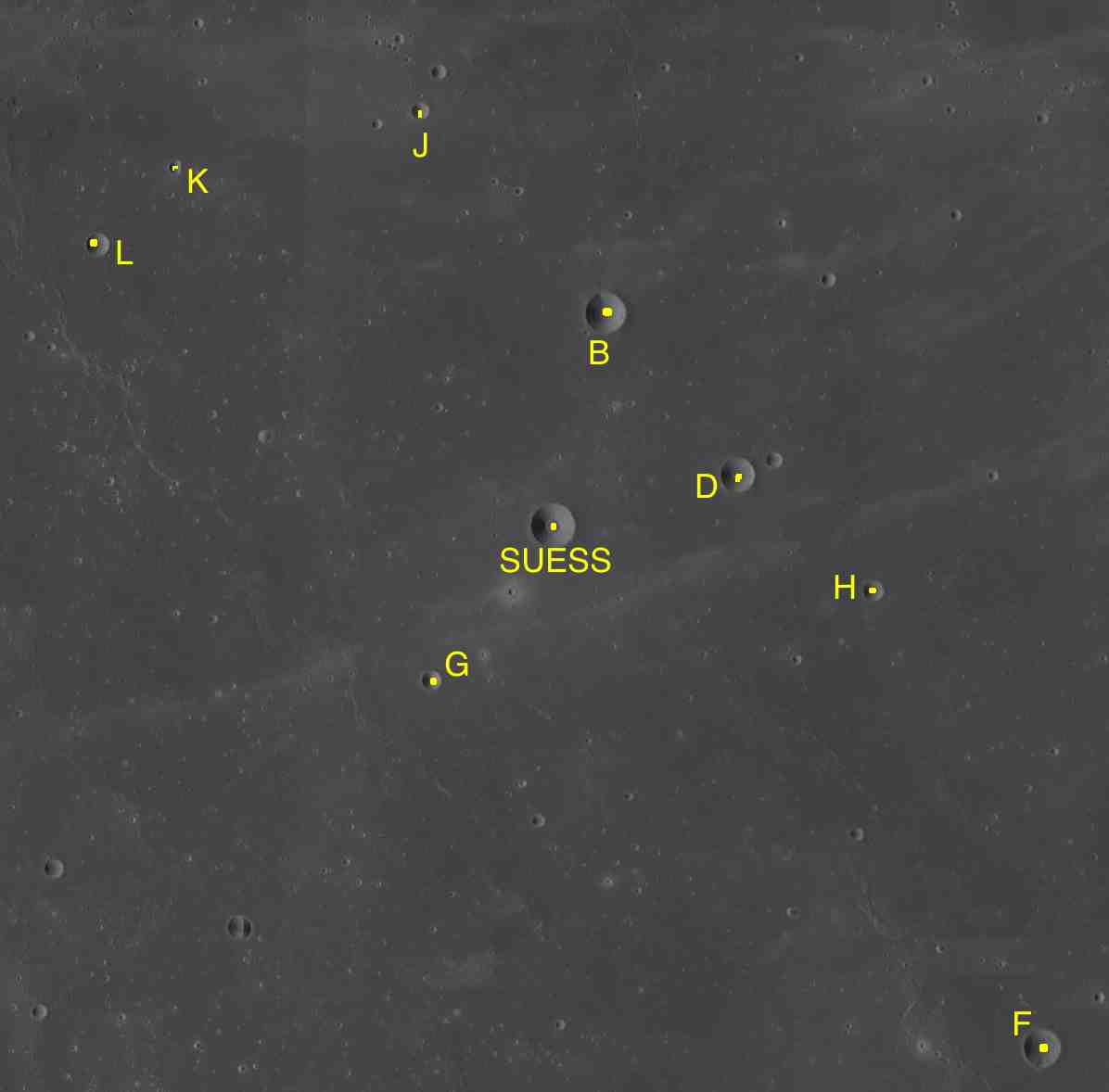
LAC-56和LAC-57 拼接图

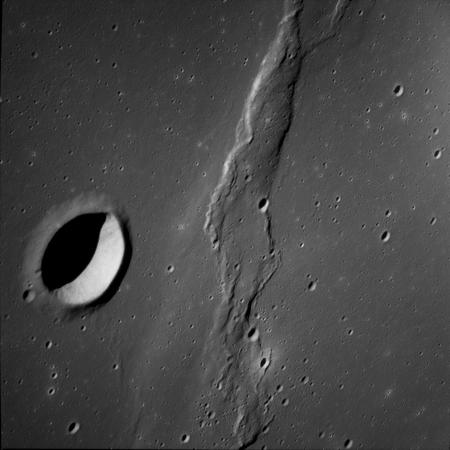
卫星坑「修斯 F」

- 月食期间曾记录到修斯陨石坑及卫星坑「修斯 F」表面温度异常，这主要是该类月坑的地质龄较短，表面尚未形成能产生隔热作用的表岩屑覆盖层所致；
- 卫星坑「修斯 D」约形成于爱拉托逊纪[1]。

## 另请参阅
- Andersson, L. E.; Whitaker, E. A. . NASA RP-1097. 1982.
- Blue, Jennifer. . USGS. July 25, 2007  [2007-08-05]. （原始内容存档于2019-12-05）.
- Bussey, B.; Spudis, P. . New York: Cambridge University Press. 2004. ISBN 978-0-521-81528-4.
- Cocks, Elijah E.; Cocks, Josiah C. . Tudor Publishers. 1995. ISBN 978-0-936389-27-1.
- McDowell, Jonathan. . Jonathan's Space Report. July 15, 2007  [2007-10-24]. （原始内容存档于2019-06-21）.
- Menzel, D. H.; Minnaert, M.; Levin, B.; Dollfus, A.; Bell, B. . Space Science Reviews. 1971, 12 (2): 136–186. Bibcode:1971SSRv...12..136M. doi:10.1007/BF00171763.
- Moore, Patrick. . Sterling Publishing Co. 2001. ISBN 978-0-304-35469-6.
- Price, Fred W. . Cambridge University Press. 1988. ISBN 978-0-521-33500-3.
- Rükl, Antonín. . Kalmbach Books. 1990. ISBN 978-0-913135-17-4.
- Webb, Rev. T. W.  6th revised. Dover. 1962. ISBN 978-0-486-20917-3.
- Whitaker, Ewen A. . Cambridge University Press. 1999. ISBN 978-0-521-62248-6.
- Wlasuk, Peter T. . Springer. 2000. ISBN 978-1-85233-193-1.